# 向德宏
向德宏（琉球語：〔〕／  ?；1843年—1891年）和名幸地親方朝常（琉球語：／ ），琉球國第二尚氏王朝末期王族、親清派政治家。他的夫人是尚育王第四女兼城翁主，因此向德宏也是尚泰王的姐夫。

## 经历
向德宏原擔任琉球國的表十五人眾之一的物奉行一職。1875年7月24日，日本明治政府派遣內務大丞松田道之赴琉球，強迫琉球國王停止向清朝朝貢。向德宏與三司官毛有斐（池城親方安規）以及馬兼才（與那原親方良傑）、向維新（喜屋武親雲上朝扶）、向嘉勳（內間親雲上朝直）、翁逢源（親泊親雲上盛英）等人，隨松田道之赴東京交涉，但被日本方面以種種理由拒絕。毛有斐在東京病逝時，遣向德宏歸國，並建議尚泰王向清廷交涉。
次年12月10日，向德宏奉尚泰王之命秘密出使清朝，假借探問未歸國的進貢使毛精長（國頭親雲上盛乘）的名義，陳奏日本阻止琉球向中國朝貢之事。同行者有都通事蔡大鼎（伊計親雲上）、通事林世功（名城里之子親雲上）、評定所筆者主取向有源（浦添親方朝忠）、筆者向文度、御物奉行假筆者武爲道等19人。一行從北山名護間切的湖邊底港（今名護市許田地區湖邊底）出發，在伊江島遭遇颱風，險些觸礁沉沒。在經過八重山之後，1877年4月，向德宏等人到達福州，將尚泰王的秘密書信轉交給閩浙總督何璟，並由何璟輾轉送達清廷。但清廷並未作出任何回覆，因此向德宏等人以福州琉球館為中心，積極開展琉球救國運動。
1879年第二次琉球處分，琉球國為日本所滅，改為沖繩縣。王世子尚典被迫前往東京之前，飛書傳信給向德宏，催促他立即動身前往京師尋求援助。向德宏等人得知此事後大為震驚，薙髮易服扮作商販，於八月十四日率蔡大鼎、林世功、李文達、蔡以正（湖城以正）等人，從福州河口萬壽橋（在今福州台江區南公園附近）附近的渡口出發，經海路於八月二十七日（西曆10月2日）到達天津，上書李鴻章，要求清朝就此事向日本交涉，宣稱如果琉球復國未能如願就不再回國。為了躲避日本特務的追殺，向德宏本人留在了天津，被李鴻章藏在了天津西大王廟裡，受到了李鴻章的庇護。林世功、蔡大鼎等人則前往京師向清廷請願。向德宏以「池上幸次」為化名，積極同留在東京的馬兼才（與那原親方良傑）、沖繩的向居謙（浦添親方朝昭）聯繫，獲取情報。
對於琉球問題，清方提出琉球三分方案，包括沖繩群島歸還琉球，恢復尚泰的王位；將宮古及八重山以南各島劃歸中國，將包括奄美大島在內的五島劃歸日本。不過被日本公使宍戶璣拒絕。美國前總統尤里西斯·格蘭特訪問中國和日本進行斡旋，但無功而返。
1880年3月至4月，李鴻章與日本駐天津領事竹添進一郎預先會面。竹添提出分島改約案，即承認日本佔據琉球，將宮古及八重山以南各島劃歸中國，以其地立琉球王族為王。李鴻章認為可行，並覆函總理衙門。8月18日至10月21日期間，總理衙門再與日本公使宍戶談判，日方拒絕向清方引渡尚泰，並暗示清廷可以立向德宏為王。總理衙門表示滿意，隨後李鴻章徵求向德宏意見。向德宏稱「八重山、宮古二島土產貧瘠，不能自立，尤割南島，另立監國，斷斷不可行」，又「伏地大哭不起」。最終由於清日之間談判無果、清朝各大臣對琉球案觀點的不同、以及琉球士族對分島改約案的強烈抗議，琉球問題被一再拖延。林世功在總理衙門前自殺後，清方便推翻了之前的分島改約案，致使日本公使宍戶璣憤而歸國，談判破裂。向德宏便不再歸國，選擇流亡清朝。此後向德宏曾经数度在京师交涉，皆無果，只得回到福州的琉球館。向德宏宣稱「生不愿为日国属人，死不愿为日国属鬼」，誓死不歸，與三司官毛鳳來（富川親方盛奎）留在福州。最后二人皆客死於福州。
在他逝世後，其第三子松金與其部份親族，攜其靈位亡命夏威夷。其靈位至今依然供奉在茂伊島的一座臨濟宗寺院內，根據那裡的記載可以得知向德宏於光緒十七辛卯年（1891年）四月十七日在福州逝世。

## 評價
- 李鴻章評價向德宏：「忠貞、堅忍之操視申包胥，有過之而無不及。……仁賢可敬，孤忠可憫。」[3]
- 黃遵憲的《續懷人詩》中，有專詠向德宏的一首：「波臣流转哭途穷，犹自低徊说故宫。中有丹书有金印，变花仙蝶粉墙红。」在該詩的註釋中，黃遵憲评价向德宏：「仅一微官，然间关渡海，屡求救援，国亡后誓死不归，或言今犹寓闽中」。[9]

## 親屬
- 父母：不詳

- 妻：兼城翁主（尚育王之女）
- 長子：向承德（幸地朝瑞）
  - 孫：幸地朝績
- 長女：真鶴金
- 次子：向承澤（幸地朝禎）
- 次女：真嘉戶樽
- 三子：松金（亡命夏威夷）
  - 孫：幸地朝則（美國夏威夷籍）

## 腳註
1. ↑  《中山世譜·尚泰王》
2. 1 2  Kerr, George. Okinawa: The History of an Island People. Revised Edition. Boston: Tuttle Publishing, 2000.p390.
3. 1 2 3  李鴻章，《李文忠公全集·卷十一·請球案緩結》
4. ↑  《北上雜記》
5. ↑  《清末中琉日關係史研究》，358~360頁
6. ↑  《清末中琉日關係史研究》，372~376頁
7. ↑  .   [2010-06-10]. （原始内容存档于2018-08-05）.
8. ↑   (PDF).   [2018-08-05]. （原始内容存档 (PDF)于2018-11-01）.
9. ↑  .   [2012-06-17]. （原始内容存档于2015-09-24）.